# Lőwy Sándor
Lőwy Sándor (Mád, 1906. február 12. – Vác, 1929. október 27.) magyar ifjúkommunista, pártmunkás, pék.

## Élete
Lőwy Mór és Friedman Hermina fiaként született zsidó családban. 11 éves korában családjával együtt Kassára költözött. 1922-től a Csehszlovák Ifjúsági Szövetség tagja. 18 évesen a szlovákiai ifjúsági mozgalom vezetője lett. A KMP Berlinbe küldte pártiskolába, s ennek elvégzése után 1926-ban visszatért Magyarországra és a Magyarországi Szocialista Munkáspárt ifjúmunkás alosztályát vezette, illetve az illegális KIMSZ titkárává választották. Később a KMP Központi Bizottságába is beválasztották. 1927 februárjában letartóztatták, majd három és fél év börtönbüntetésre ítélték, amelyet Vácott kellett letöltenie. Innen sikerült a Kassai Munkáshoz eljuttatni több írását. 1929. október 21-én az elítéltek egy része – köztük Lőwy – a KMP irányításával éhségsztrájkba kezdett. Ennek letörésére a sztrájkolókat mesterségesen kezdték táplálni. Lőwy a kezelés miatt Sztáron Sándorral együtt tüdőgyulladást kapott, amelyből már nem épült fel. Lőwy temetésén Hámán Kató szervezett tüntetést.
Vas Zoltán a következőket írta visszaemlékezéseiben Lőwyről és Sztáronról: „A Kommunisták Magyarországi Pártjának két új mártírja van. Sohasem feledjük el harcostársainkat, Lőwy Sándorunkat és Sztaron Sándorunkat.”

## Családja
Sógora Farkas Mihály, unokaöccse Farkas Vladimir volt.

## Emlékezete
Szegeden utca viseli nevét.
Salgótarjánban utca viseli a nevét.
Nádudvaron utca viseli nevét.
Esztergomban is volt egy utca elnevezve róla, ami azóta Szent Tamás utca lett.
Vácott 1955-1993 között iskola viselte a nevét 
Szentendrén is volt Lőwy Sándor utca, de sajnos ma már Fehérvíz utcaként ismert. 